# Luis Ángel Maté
Luis Ángel Maté Mardones (ur. 23 marca 1984 w Marbella) – hiszpański kolarz.
Zwycięzca klasyfikacji górskiej i sprinterskiej Vuelta a Andalucía 2012. Wielokrotny zdobywca tytułu najwaleczniejszego zawodnika Vuelta a España.
Od 2021 członek grupy Euskaltel.

## Rankingi
| Rok              | 2005 | 2006 | 2007 | 2008 | 2009 | 2010 | 2011 | 2012 | 2013 | 2014 | 2015 | 2016 | 2017 | 2018  | 2019  | 2020 | 2021 | 2022  | 2023 | 2024  |
| ---------------- | ---- | ---- | ---- | ---- | ---- | ---- | ---- | ---- | ---- | ---- | ---- | ---- | ---- | ----- | ----- | ---- | ---- | ----- | ---- | ----- |
| World Ranking    |      |      |      |      |      |      |      |      |      |      |      | 387. | 475. | 965.  | 1185. | 794. | 516. | 2141. | 771. | 1025. |
| UCI Europe Tour  | 940. | -    | 800. | -    | 425. | 454. | 709. | 779. | 472. | 131. | 655. | 399. | 524. | 1118. | 830.  | 634. | 418. | 1346. | -    | -     |
| UCI America Tour | -    | -    | -    | -    | -    | 110. | -    | -    | -    | -    | -    | -    | -    | -     |       |      |      |       |      |       |
|                  |      |      |      |      |      |      |      |      |      |      |      |      |      |       |       |      |      |       |      |       |
| Źródło: UCI      |      |      |      |      |      |      |      |      |      |      |      |      |      |       |       |      |      |       |      |       |